# Idaea plumbearia
Idaea plumbearia là một loài bướm đêm trong họ Geometridae.